# 姆林基 (文尼察州)
48°49′51″N 29°22′17″E / 48.83083°N 29.37139°E
姆林基（烏克蘭語：Млинки）是位於烏克蘭西南部文尼察州海辛區的村莊，處於馬丘哈河畔，始建於1500年，面積0.09平方公里，海拔高度177米，2001年人口23。